# Tugurejo (Tugu)
Tugurejo is een bestuurslaag in het regentschap Semarang van de provincie Midden-Java, Indonesië. Tugurejo telt 6590 inwoners (volkstelling 2010).